# العلاقات البوتانية الماليزية
العلاقات البوتانية الماليزية هي العلاقات الثنائية التي تجمع بين بوتان وماليزيا.

## مقارنة بين البلدين
هذه مقارنة عامة ومرجعية للدولتين:
| وجه المقارنة                                              | بوتان          | ماليزيا       |
| --------------------------------------------------------- | -------------- | ------------- |
| المساحة (كم2)                                             | 38.39 ألف      | 330.29 ألف    |
| عدد السكان (نسمة)                                         | 807.61 ألف     | 31.62 مليون   |
| الكثافة السكانية (ن./كم²)                                 | 21.04          | 95.73         |
| العاصمة                                                   | تيمفو          | كوالالمبور    |
| اللغة الرسمية                                             | لغة دزونكا     | لغة ماليزية   |
| العملة                                                    | نغولترم بوتاني | رينغيت ماليزي |
| الناتج المحلي الإجمالي (بليون دولار)                      | 2.51 مليار     | 314.50 مليار  |
| الناتج المحلي الإجمالي (تعادل القوة الشرائية) بليون دولار | 6.49 مليار     | 817.43 مليار  |
| الناتج المحلي الإجمالي الاسمي للفرد دولار أمريكي          | 2.66 ألف       | 9.77 ألف      |
| الناتج المحلي الإجمالي للفرد دولار أمريكي                 | 7.82 ألف       | 25.64 ألف     |
| مؤشر التنمية البشرية                                      | 0.605          | 0.779         |
| رمز المكالمات الدولي                                      | +975           | +60           |
| رمز الإنترنت                                              | .bt            | .my           |
| المنطقة الزمنية                                           | ت ع م+06:00    | ت ع م+08:00   |

## منظمات دولية مشتركة
يشترك البلدان في عضوية مجموعة من المنظمات الدولية، منها:
| علم المنظمة | اسم المنظمة                        | تاريخ انضمام بوتان | تاريخ انضمام ماليزيا |
| ----------- | ---------------------------------- | ------------------ | -------------------- |
|             | بنك التنمية الآسيوي                | 1982               | 1966                 |
|             | مؤسسة التنمية الدولية              | 28 سبتمبر 1981     | 24 سبتمبر 1960       |
|             | يونسكو                             | 13 أبريل 1982      | 16 يونيو 1958        |
|             | وكالة ضمان الاستثمار متعدد الأطراف | 21 أكتوبر 2014     | 6 ديسمبر 1991        |
|             | الأمم المتحدة                      | 21 سبتمبر 1971     | 17 سبتمبر 1957       |
|             | الاتحاد البريدي العالمي            | ?                  | ?                    |
|             | البنك الدولي للإنشاء والتعمير      | 28 سبتمبر 1981     | 7 مارس 1958          |
|             | الاتحاد الدولي للاتصالات           | 15 سبتمبر 1988     | 3 فبراير 1958        |
|             | منظمة حظر الأسلحة الكيميائية       | ?                  | ?                    |
|             | مؤسسة التمويل الدولية              | 1 ديسمبر 2003      | 20 مارس 1958         |
|             | منظمة الشرطة الجنائية الدولية      | ?                  | ?                    |

## وصلات خارجية
- موقع وزارة الخارجية البوتانية
- موقع وزارة الخارجية الماليزية